# Hanne Haugland
Hanne Haugland, norveška atletinja, * 14. december 1967, Haugesund, Norveška.
Nastopila je na poletnih olimpijskih igrah v letih 1996 in 2000, leta 1996 je dosegla osmo mesto v skoku v višino. Na svetovnih prvenstvih je osvojila naslov prvakinje leta 1997, na svetovnih dvoranskih prvenstvih bronasto medaljo istega leta, na evropskih dvoranskih prvenstvih pa srebrno medaljo leta 1989. 